# Angevillers
Angevillers é uma comuna francesa situada no departamento da Mosela, na região de Grande Leste. Em 2010 a comuna tinha 1 281 habitantes (densidade: 147,1 hab./km²).